# 플로루이트
활동기 또는 플로루이트(Floruit, /ˈflɔːr.u.ɪt/)란 어떤 인물이 생존했거나 활동했던 시기 또는 날짜를 나타내는 말로, 라틴어로 번성했다는 뜻의 'flourished'에서 유래됐다. 흔히 fl. 또는 flor.와 같은 약어로 표기된다. 영어에서는 약어가 아닌 원어 그대로를 명사로 사용하여 어떤 사람이 전성기를 보낸 시기를 뜻하기도 한다.

## 어원 및 용례
라틴어 flōruit는 동사 flōreō, flōrēre("피다, 꽃피다, 번성하다")의 과거 시제 3인칭 단수 능동 직설법 형태로, 이 동사는 다시 명사 flōs, flōris("꽃")에서 유래했다.
이 용어는 넓은 의미로는 어떤 인물이나 운동이 가장 활발하게 활동했던 시기를 가리킬 때 쓰인다. 보다 구체적으로는, 한 인물의 출생이나 사망 연대가 알려져 있지 않지만 그 사람이 살아 있었던 시기를 보여주는 다른 기록이 존재할 때 계보학이나 역사 서술에서 자주 사용된다. 예를 들어, 존 존스(John Jones)가 1197년에 결혼했고, 그의 이름이 1204년과 1229년의 유언장에 등장한다면, 그의 기록은 "John Jones (fl. 1197–1229)"처럼 표기될 수 있다. 이는 그가 1197년 이전에 태어나고, 1229년 이후까지 살았을 수 있음을 암시한다.
이 용어는 미술사에서도 작가의 활동 시기를 표시할 때 자주 사용된다. 이 경우, 한 예술가가 정식 훈련을 마치고 작품에 서명을 하거나 계약서에 이름이 등장하는 등 공식적인 활동을 시작한 이후의 시기를 가리킨다.
경우에 따라서는 문맥이나 편집 스타일에 따라 "[연도]와 [연도] 사이에 활동"처럼 “~년부터 ~년 사이에 활동한”이라는 표현으로 대체될 수도 있다.